# اسپیت‌فایر (موتور گریفین)
اسپیت‌فایر (با موتور گریفین) (به انگلیسی: Supermarine_Spitfire) یک هواگرد از نوع جنگنده و شناسایی. ساخت شرکت Supermarine است. هواگرد اسپیت‌فایر نخستین پروازش را در ۲۷ نوامبر ۱۹۴۱ (Mk IV) میلادی انجام داد. این هواگرد در سال اکتبر ۱۹۴۲ (Mk XII) میلادی رسماً معرفی گردید و در سال‌های ۱۹۴۲–۴۸ تولید شده‌است.
طراح این هواگرد، Joseph Smith. بود.